# Kalirandu
Kalirandu is een plaats en bestuurslaag (kelurahan) in het onderdistrict (kecamatan) Petarukan in het regentschap Pemalang van de provincie Midden-Java, Indonesië. Kalirandu telt 7806 inwoners (volkstelling 2010).